# Spind

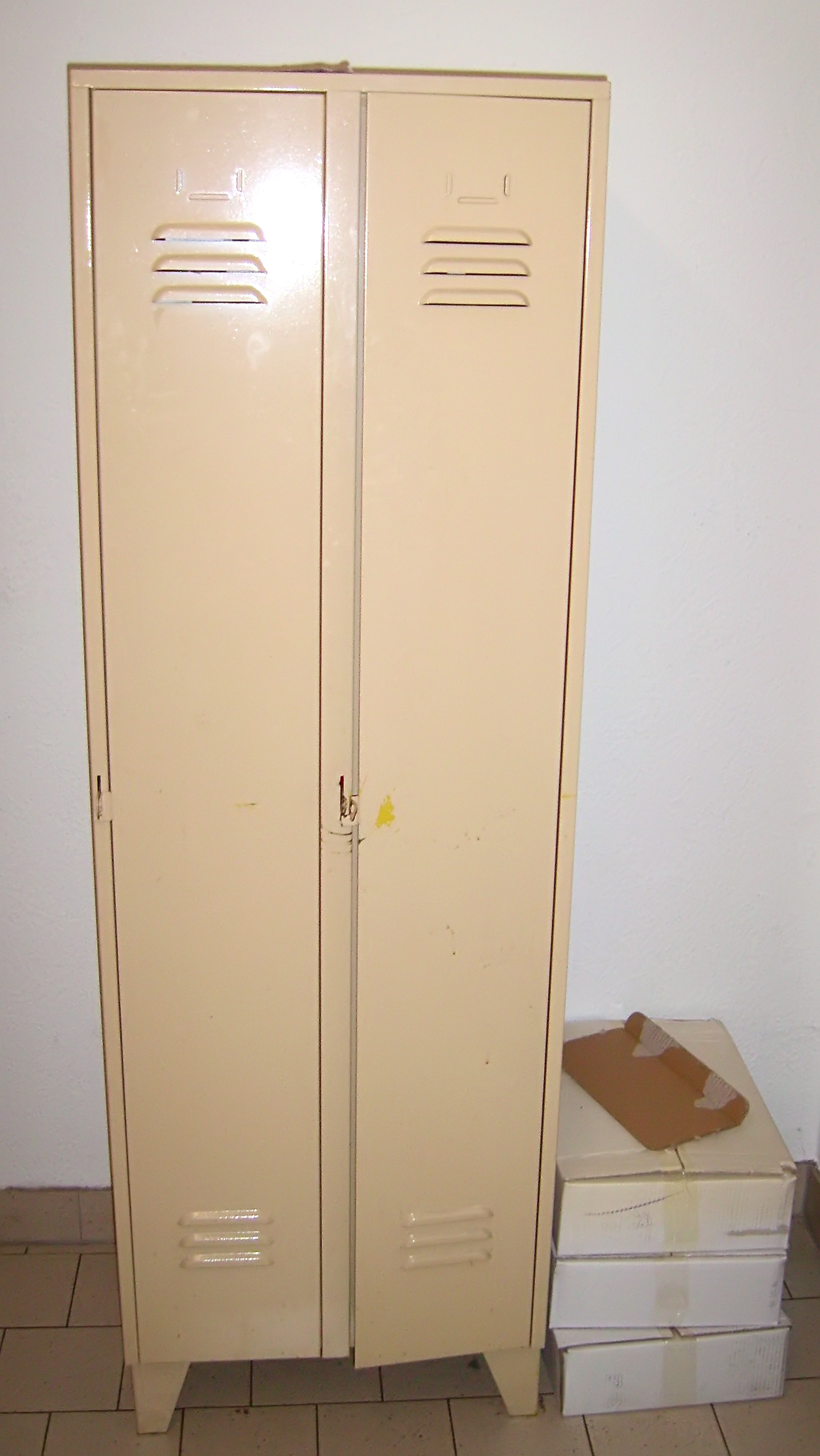
Spind

Der Spind (seit d. 16. Jh. niederdt., mittelniederdt. spinde = Schrank; mittellat. spinda, spenda = Vorrat(-sbehälter); lat. spendere) ist ein einfacher Schrank zur Aufbewahrung von Arbeits- und Wechselkleidung oder anderer Gegenstände. Er ist schmal, robust und meist mit einem Schloss abschließbar. Es gibt Spinde aus Holz oder Metallblech, oft mit Lüftungsöffnungen versehen.
Spinde werden meist in Umkleideräumen aufgestellt, beispielsweise in Schwimmbädern, Saunen oder auch Industriebetrieben. Im Bergbau sind Spinde nicht üblich; in den dortigen Kauen ist die Trocknung wichtig und anders konstruiert. In Industrie und Handwerksbetrieben ist es allgemein üblich, einen Spind für die Aufbewahrung von Privatsachen während der Arbeit und Arbeitskleidung nach Feierabend zur Verfügung zu stellen. Bei Aufbewahrung von Kleidung und Arbeitsschuhen müssen Spinde aus Hygienegründen eine ausreichende Belüftung sicherstellen. In Einzelfällen werden Spinde auch zur Aufbewahrung von Werkzeugen – wenn Angestellte dafür beispielsweise per Werkzeugmarke haften – benutzt.

## Soldatenspind

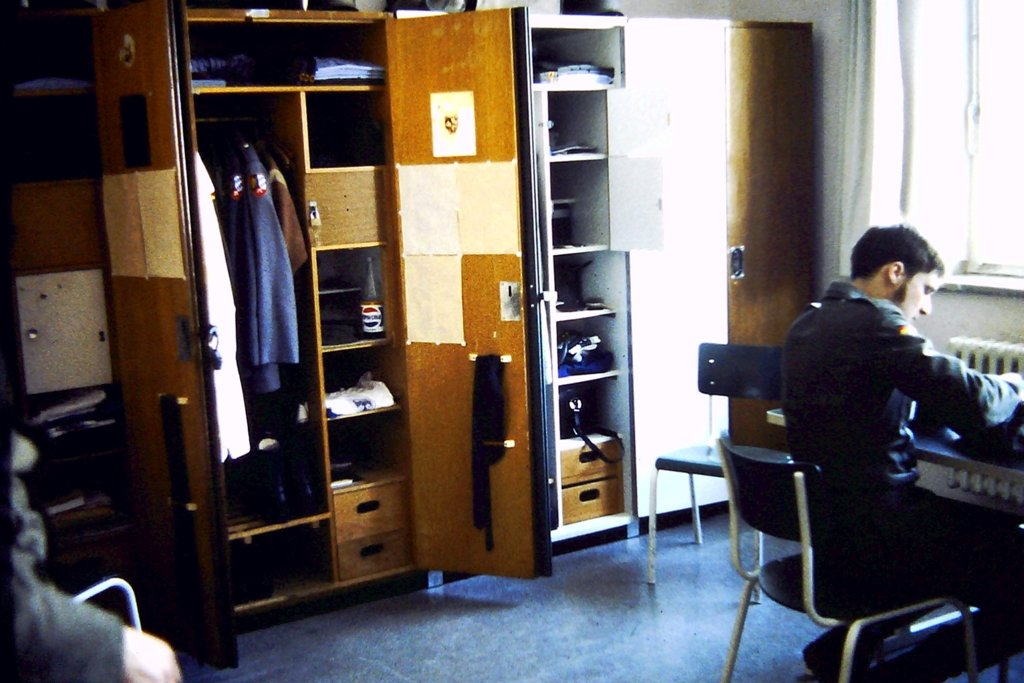
Geöffnete Spinde in einer Soldatenstube

Zur Aufbewahrung der Uniformen und Ausrüstung eines Soldaten wurde der Soldatenspind entwickelt, z. B. der Bundeswehr-Spind. Dieser ist zweitürig und deutlich breiter als die Spinde in Umkleideräumen. Die Bauform des Soldatenspindes ist standardisiert, die Ablagen für Uniformen und Ausrüstungsgegenstände sind fest reglementiert, so kann mit einem Blick die Vollständigkeit überprüft werden. Im Zuge der Beschaffung der Spinde für die Bundeswehr wurden zwei Typen eingeführt: zum einen der sogenannte Unteroffiziersspind mit einer Breite von 120 cm und der Mannschaftsspind mit einer Breite von 90 cm. In der Innenausstattung (Verpflegungsfach, Wertfach usw.) sind beide Modelle gleich. Der größere Spind soll es Zeit- und Berufssoldaten erleichtern, ihre oft auch privat ergänzte Ausrüstung komplett im Spind unterzubringen. Ein Nachfolgemodell des klassischen BBT-Spindes war in den Farben Orange, Grün oder Blau erhältlich und in Buchedekor gehalten.

## Feuerwehrspind

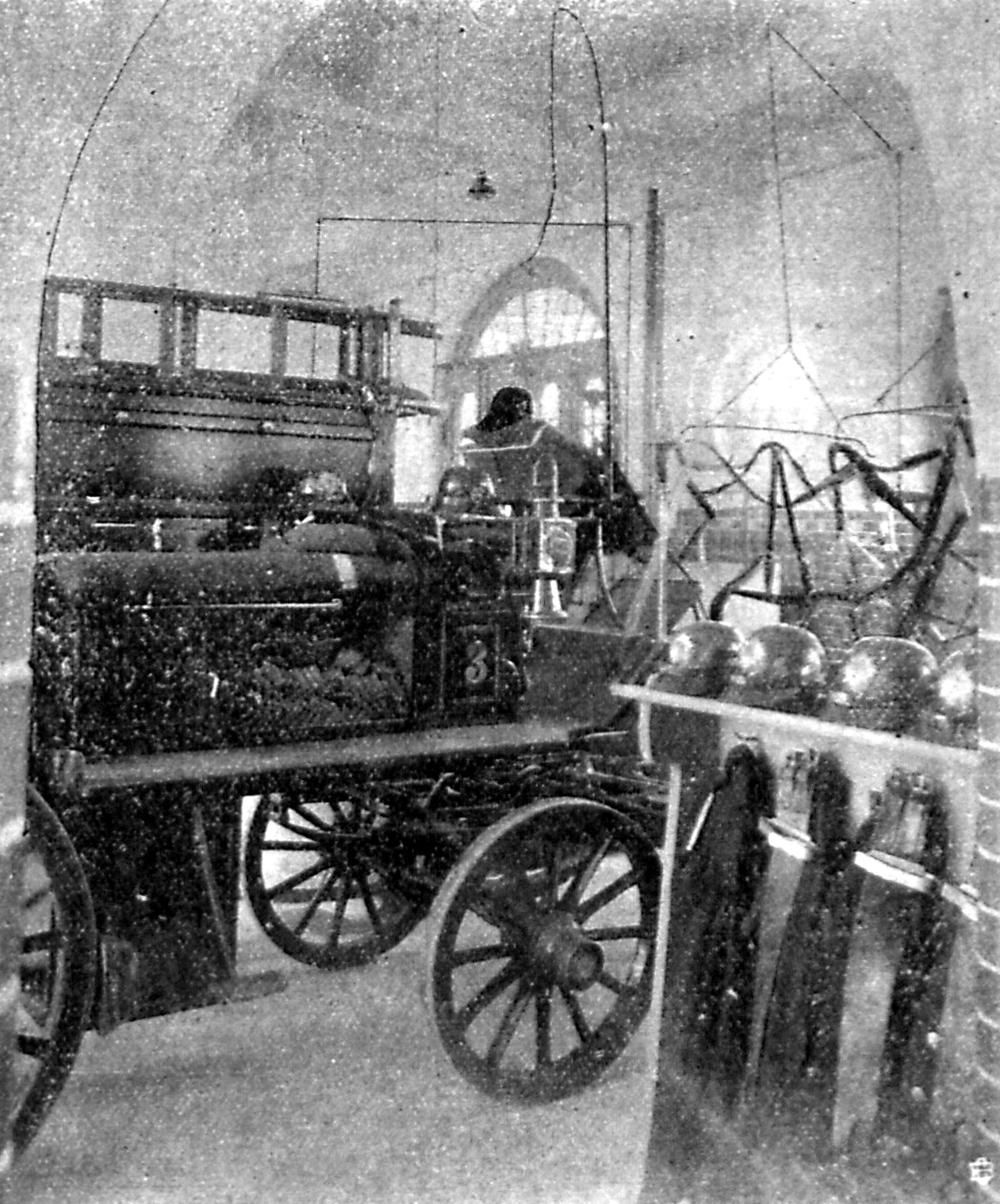
Offener Feuerwehrspind in der Alarmhalle (1906)

Ein Spind bei der Feuerwehr soll frei zugänglich und damit offen sein, damit im Notfall sofort auf die Ausstattung zurückgegriffen werden kann. Der Spind hat meistens eine Helmablage, die so beschaffen ist, dass das Nackenleder am Helm in Form bleibt. Alternativ werden diverse Helmhalter angeboten, die auf dem Spind angebracht werden können. Weiterhin beinhaltet der Feuerwehrspind ein Kleidungsfach, in dem die Schutzkleidung bzw. die Zivilkleidung untergebracht werden können. Der Boden des Spindes ist als Stiefelablage gestaltet und gelocht, damit nasse Schutzkleidung trocknen kann. Im Spind befindet sich ein Wertfach, das den Einsatzkräften die Möglichkeit bietet, Wertsachen einzuschließen.

## Schulen
In Österreich war es um 1960 üblich, dass Volksschüler ihre Straßenkleidung (Regenschutz, Jacke, Hut/Mütze) an einer Reihe persönlich zugeordneter Garderobehaken aufhängten und die Schuhe in ein Fach unter einer schmalen Anzieh-Sitzbank darunter abstellten. Diese einfachen Garderoben längs einer Wand konnten am Gang oder auch im Klassenzimmer, wo Kleidung durch Beheizung besser trocknen konnte, angeordnet sein. Das wertvollste Gut, die Feder, schon für Tintenpatronen, war im Federpennal in der Schultasche, seitlich aufgehängt am Platz in der Schulbank (2er-Schreibtisch).
In Bauten um 1970 wurden Klassen-Garderoben zunehmend im – nun ebenfalls zentral beheizten – Keller eingerichtet. Bei einer klassischen Bauweise dafür bestehen die Wände aus Stahlgitter mit etwa 3-cm-Raster, um gute Durchsicht und Einbruchssicherheit bei zugleich kleiner Brandlast zu erreichen. Von den oberen Geschossen gelangt man über Stiegenhaus in den „sauberen“ Gang (Hausschuh-Bereich) des Kellers. Jede einer Reihe von Gitter-Türen führt hier in eine längliche Klassengarderobe mit typisch beidseits je einer Reihe Haken und Sitzbank mit Schuhablage darunter. Hinter den Garderobenraumzeilen verläuft der „schmutzige“ Gang mit eigener Treppe zum Ausgang. Kleidung, Turnsachen, eventuell die Schultasche, etwa während des Turnens, wurden also klassenweise verschlossen verwahrt. Eventuell gab es – klassenweise – Kastenfächer für Geometrisch Zeichnen.
Mit dem Aufkommen von Mobiltelefonen und Smartphones bei Kindern stieg der Bedarf an Schließfächern schon in Volksschulen. 2016 wurde debattiert, dass manche (höhere) Schulen in Wien den Bau und Betrieb von abschließbaren Spinden an private Anbieter vergeben haben und Schüler dafür bis zu knapp 40 Euro Jahresmiete zahlen müssen.